# Casalpusterlengo (stacja kolejowa)
Casalpusterlengo (wł. Stazione di Casalpusterlengo) – stacja kolejowa w Casalpusterlengo, w prowincji Lodi, w regionie Lombardia, we Włoszech. Znajduje się na linii Mediolan – Bolonia oraz na linii z Pawii.
Według klasyfikacji RFI stacja ma kategorię srebrną.

## Historia

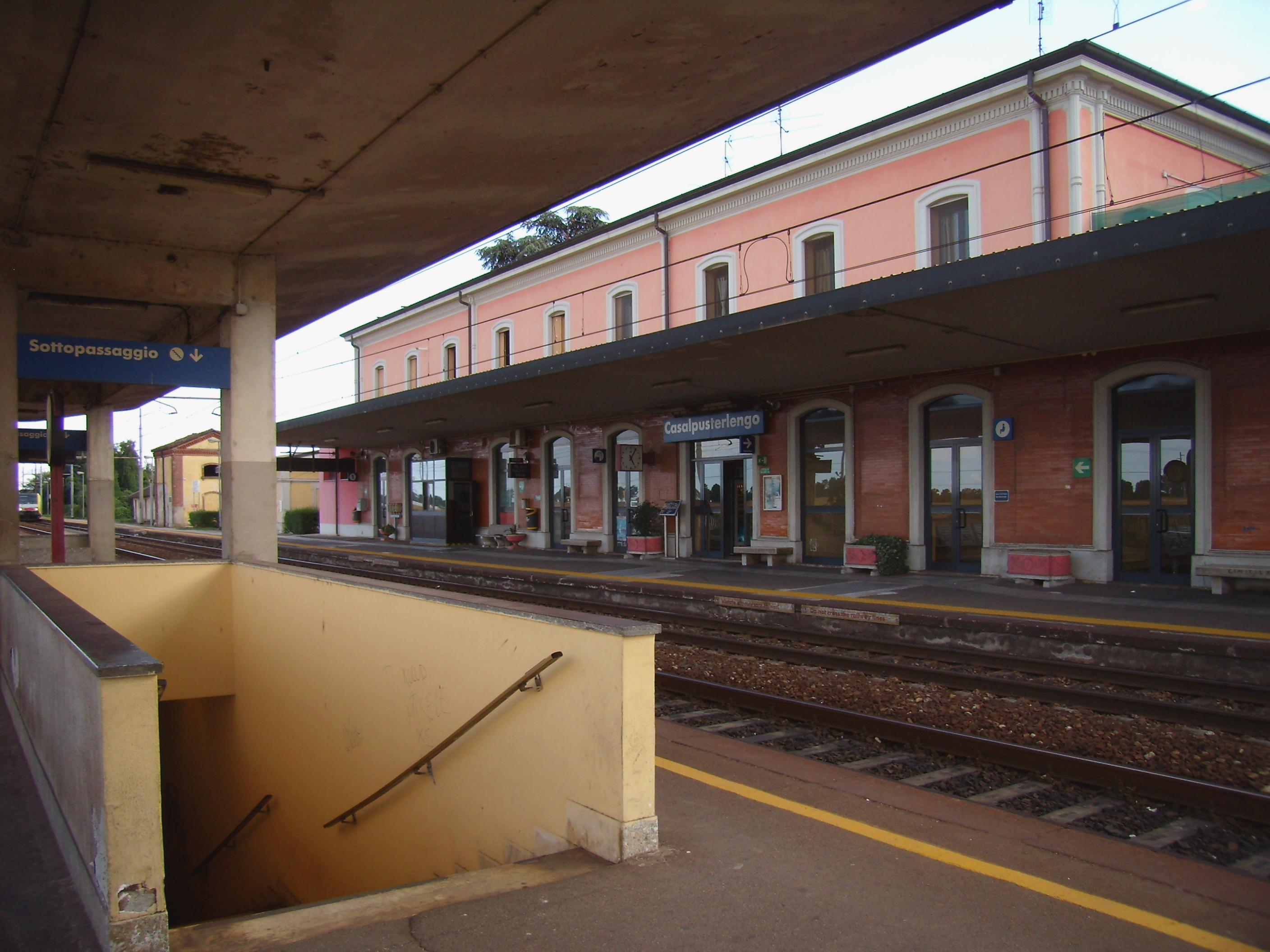
Perony stacji

Stacja została otwarta w 1861 roku wraz z linią Mediolan-Piacenza, która później stał się częścią wielkiej z Mediolanu do Rzymu.
W 1866 roku stał się punktem wyjścia dla linii do Pawii, zbudowanej przez Società Italiana per le Strade Ferrate Meridionali w ramach trasy Pawia-Cremona-Brescia, które wykorzystywała na odcinku Casalpusterlengo-Codogno linię Mediolan-Piacenza. Jednak ta linia, wbrew oczekiwaniom, została linią lokalną.

## Linie kolejowe
- Mediolan – Bolonia
- Pavia – Cremona

## Infrastruktura
Stacja składa się z pięciu torów, z których do użytku pasażerskiej wykorzystywanych jest 3, a czwarty tor służy do wyprzedzania. piąty tor jest obecnie niewykorzystywany w ruchu.

## Usługi
- Automaty biletowe
- Kasy biletowe
- Poczekalnia
- Bar
- Toaleta